# To Our Children's Children's Children
To Our Children's Children's Children è il quinto album del gruppo rock The Moody Blues, pubblicato nel 1969.

## Tracce
1. Higher and Higher – 4:11 - (Graeme Edge)
2. Eyes of a Child I – 3:34 - (John Lodge)
3. Floating – 3:02 - (Ray Thomas)
4. Eyes of a Child II – 1:20 - (Lodge)
5. I Never Thought I'd Live to be a Hundred – 1:06 - (Justin Hayward)
6. Beyond – 3:00 - (Edge)
7. Out and In – 3:44 - (Mike Pinder/Lodge)
8. Gypsy – 3:35 - (Hayward)
9. Eternity Road – 4:17 - (Thomas)
10. Candle of Life – 4:19 - (Lodge)
11. Sun Is Still Shining – 3:35 - (Pinder)
12. I Never Thought I'd Live to be a Million – 0:34 - (Hayward)
13. Watching and Waiting – 4:17 - (Hayward/Thomas)

## Tracce Extra dell'edizione Deluxe
1. Gypsy (Full Version)
2. Candle of Life (Full Version)
3. Sun Is Still Shining (Alternate Mix)
4. Gypsy (BBC Radio Concert 17/12/69)
5. Sunset (BBC Radio Concert 17/12/69)
6. Never Comes The Day (BBC Radio Concert 17/12/69)
7. Are You Sitting Comfortably (Radio Concert 17/12/69)
8. The Dream (BBC Radio Concert 17/12/69)
9. Have You Heard (BBC Radio Concert 17/12/69)
10. Nights In White Satin (BBC Radio Concert 17/12/69)
11. Legend Of A Mind (BBC Radio Concert 17/12/69)

## Formazione
- Justin Hayward - chitarra, voce
- John Lodge - basso, voce
- Michael Pinder - tastiera, voce
- Ray Thomas - flauto, voce
- Graeme Edge - batteria